# ジョン・チャンソン
ジョン・チャンソン（英語: Jung Chan Sung ハングル 정찬성、1987年3月17日 - ）は、大韓民国の男性元総合格闘家。慶尚北道浦項市出身。コリアン・ゾンビMMA/ファイト・レディー所属。
コリアン・ゾンビ（The Korean Zombie）の愛称に相応しい、ハードな打撃を受けても前に出続ける無類のタフネスを誇り、相手を一発で沈めるパンチを武器にアグレッシブな試合を展開する。

## 来歴
慶尚北道の浦項市で生まれ、10代半ばで首都ソウルの南楊州市に移住した。中学時代には小柄な体型と田舎町出身という理由からいじめを受け喧嘩が絶えなかった。見かねた叔母が14歳の時にハプキドーを始めさせた。高校時代にはキックボクシングを始め、大邱慶北科学技術大学を卒業後はブラジリアン柔術と柔道を始めた。18歳のとき、韓国海軍に入隊し、テコンドーを始めた。
2007年12月16日、パンクラス・コリア・ネオブラッド・トーナメントで優勝。
2008年8月16日、GLADIATORで小見川道大と対戦し、3-0の判定勝ち。
2008年12月10日、DEEP初出場となったDEEP 39 IMPACTで孫煌進と対戦。グローブを合わせにいったところに奇襲攻撃を仕掛けられるも、右フックでダウンを奪いパウンドで開始17秒のKO勝ち。

### 戦極
2009年3月20日、戦極初出場となった戦極 〜第七陣〜のフェザー級（65kg）グランプリ1回戦で石渡伸太郎と対戦し、リアネイキドチョークで1R一本勝ち。
2009年5月2日、戦極 〜第八陣〜のフェザー級グランプリ2回戦で金原正徳と対戦し、0-3の判定負け。プロ9戦目で初黒星を喫した。

### WEC
2010年4月24日、WEC初出場となったWEC 48でレオナルド・ガルシアと対戦し、1-2の判定負け。しかし、海外のMMAメディアサイトの採点では6人中5人の記者がチャンソン勝利を支持（残り1人はドローを支持）するなど物議を醸す判定となった。
2010年9月30日、WEC 51でジョージ・ループと対戦し、左ハイキックで2RKO負け。

### UFC
2011年3月26日、UFC初出場となったUFC Fight Night: Nogueira vs. Davisでレオナルド・ガルシアと再戦。2R終了1秒前にツイスターで一本勝ち。UFC史上初のツイスターでの勝利を収めるとともにサブミッション・オブ・ザ・ナイトを受賞し、リベンジを果たした。
2011年12月10日、UFC 140でマーク・ホーミニックと対戦し、右ストレートでダウンを奪いパウンドで開始僅か7秒のKO勝ち。ノックアウト・オブ・ザ・ナイトを受賞した。
2012年5月15日、UFC on Fuel TV 3でダスティン・ポイエーと対戦し、ダースチョークで4R一本勝ち。ファイト・オブ・ザ・ナイトとサブミッション・オブ・ザ・ナイトを同時受賞した。
2013年8月3日、UFC 163のUFC世界フェザー級タイトルマッチで王者ジョゼ・アルドに挑戦。4Rに右ストレートを放った際に肩を負傷し、直後にテイクダウンを奪われパウンドでTKO負け。王座獲得に失敗した。当初はUFC 162でリカルド・ラマスと対戦予定であったが、アルドと対戦予定であったアンソニー・ペティスが欠場したことにより代役に抜擢された。
2014年10月、兵役のために総合格闘技を2年間休業する事を発表した。
2017年2月4日、約3年半ぶりの復帰戦となったUFC Fight Night: Bermudez vs. Korean Zombieでフェザー級ランキング9位のデニス・バミューデスと対戦し、右アッパーで1RKO勝ち。パフォーマンス・オブ・ザ・ナイトを受賞した。
2017年7月29日の、UFC 214でリカルド・ラマスとの対戦が決定していたが、膝の前十字靱帯、内側側副靱帯を断裂して欠場した。
2018年11月10日、約1年9ヶ月ぶりの復帰戦となったUFC Fight Night: Korean Zombie vs. Rodríguezでフェザー級ランキング15位のヤイール・ロドリゲスと対戦。激しい打撃戦を繰り広げ、やや優勢に試合を進めていたが、試合終了1秒前に身をかがめて下から突き上げる変則の右肘打ちを受け逆転の5RKO負け。敗れはしたものの、ファイト・オブ・ザ・ナイトを受賞した。
2019年6月22日、UFC Fight Night: Moicano vs. Korean Zombieでフェザー級ランキング5位のヘナート・モイカノと対戦し、右フックでダウンを奪いパウンドで開始58秒のTKO勝ち。パフォーマンス・オブ・ザ・ナイトを受賞した。
2019年12月21日、UFC Fight Night: Edgar vs. The Korean Zombieでフェザー級ランキング4位の元UFC世界ライト級王者フランク・エドガーと対戦し、パウンドで1RTKO勝ち。パフォーマンス・オブ・ザ・ナイトを受賞した。
2020年10月18日、UFC Fight Night: Ortega vs. The Korean Zombieでフェザー級ランキング2位のブライアン・オルテガと対戦し、0-3の5R判定負け。
2021年6月19日、UFC on ESPN: The Korean Zombie vs. Igeでフェザー級ランキング8位のダン・イゲと対戦し、3-0の5R判定勝ち。試合後にオクタゴン内でブラジリアン柔術の黒帯を授与された。
2022年4月9日、UFC 273のUFC世界フェザー級タイトルマッチで王者アレクサンダー・ヴォルカノフスキーに挑戦し、スタンドパンチ連打で4RTKO負け。王座獲得に失敗した。
2023年8月26日、UFC Fight Night: Holloway vs. The Korean Zombieでフェザー級ランキング1位の元UFC世界フェザー級王者マックス・ホロウェイと対戦し、3Rに前進した際にカウンターの右フックを貰いKO負け。ファイト・オブ・ザ・ナイトを受賞し、試合後にオクタゴンに外したグローブを置いて引退を表明した。

## 人物・エピソード
- 韓国で最大手のコンビニエンスストアチェーンのGS25とスポンサー契約を結んでおり、UFC 273のアレクサンダー・ヴォルカノフスキー戦前に、GS25はチャンソンとコラボしたハンバーガー、おにぎり、ソフトドリンクを期間限定で発売している[20]。
- 既婚者であり、二男一女の父である[21]。
- 俳優の本宮泰風と親交がある[22][23]。
- 2013年、ジョルジュ・サンピエールがUFC 158で着用した旭日旗の模様がプリントされた道着を「旭日旗はアジア人にとってハーケンクロイツ旗と同様の戦争犯罪の象徴だ」として抗議した[24]。
- 2022年8月に発生した豪雨で、自身が主宰するコリアン・ゾンビMMAのジムが浸水する被害に遭った[25]。
- UFC Fight Night: Holloway vs. The Korean Zombieでのマックス・ホロウェイとの引退試合後に退場していた際に、外して持っていたグローブの1つを観客に奪い盗られてしまったため、チャンソンは仕方ないと思いもう片方のグローブも観客席に投げ入れた。後日、このことを知ったホロウェイは代わりに自身がチャンソンとの引退試合で使用したグローブをチャンソンに贈ると、チャンソンは感謝の気持ちを述べ、お礼としてホロウェイの地元ハワイ州のマウイ島で起こったハワイ・マウイ島山火事の被災者を支援するために、2万ドルをハワイの非営利団体「マウイ・フードバンク」 に寄付した。盗られたグローブの行方は不明だが、自身が観客席に投げたグローブは海外在住の韓国のファンがキャッチし、韓国に帰国した際にチャンソンに返すと約束した[26]。

## 戦績

### 総合格闘技
| 総合格闘技 戦績 | 総合格闘技 戦績 | 総合格闘技 戦績 | 総合格闘技 戦績 | 総合格闘技 戦績 | 総合格闘技 戦績 | 総合格闘技 戦績 |
| --------------- | --------------- | --------------- | --------------- | --------------- | --------------- | --------------- |
| 25 試合         | (T)KO           | 一本            | 判定            | その他          | 引き分け        | 無効試合        |
| 17 勝           | 6               | 8               | 3               | 0               | 0               | 0               |
| 8 敗            | 5               | 0               | 3               | 0               | 0               | 0               |

| 勝敗 | 対戦相手                           | 試合結果                            | 大会名                                                                                           | 開催年月日     |
| ×    | マックス・ホロウェイ               | 3R 0:23 KO（右フック）              | UFC Fight Night: Holloway vs. The Korean Zombie                                                  | 2023年8月26日  |
| ×    | アレクサンダー・ヴォルカノフスキー | 4R 0:45 TKO（スタンドパンチ連打）   | UFC 273: Volkanovski vs. The Korean Zombie 【UFC世界フェザー級タイトルマッチ】                   | 2022年4月10日  |
| ○    | ダン・イゲ                         | 5分5R終了 判定3-0                   | UFC on ESPN 25: The Korean Zombie vs. Ige                                                        | 2021年6月19日  |
| ×    | ブライアン・オルテガ               | 5分5R終了 判定0-3                   | UFC Fight Night: Ortega vs. The Korean Zombie                                                    | 2020年10月18日 |
| ○    | フランク・エドガー                 | 1R 3:18 TKO（右フック→パウンド）    | UFC Fight Night: Edgar vs. The Korean Zombie                                                     | 2019年12月21日 |
| ○    | ヘナート・モイカノ                 | 1R 0:58 TKO（右フック→パウンド）    | UFC Fight Night: Moicano vs. Korean Zombie                                                       | 2019年6月22日  |
| ×    | ヤイール・ロドリゲス               | 5R 4:59 KO（肘打ち）                | UFC Fight Night: Korean Zombie vs. Rodríguez                                                     | 2018年11月10日 |
| ○    | デニス・バミューデス               | 1R 2:49 KO（右アッパー）            | UFC Fight Night: Bermudez vs. Korean Zombie                                                      | 2017年2月4日   |
| ×    | ジョゼ・アルド                     | 4R 2:00 TKO（パウンド）             | UFC 163: Aldo vs. Korean Zombie 【UFC世界フェザー級タイトルマッチ】                              | 2013年8月3日   |
| ○    | ダスティン・ポイエー               | 4R 1:07 ダースチョーク              | UFC on Fuel TV 3: Korean Zombie vs. Poirier                                                      | 2012年5月15日  |
| ○    | マーク・ホーミニック               | 1R 0:06 KO（右ストレート→パウンド） | UFC 140: Jones vs. Machida                                                                       | 2011年12月10日 |
| ○    | レオナルド・ガルシア               | 2R 4:59 ツイスター                  | UFC Fight Night: Nogueira vs. Davis                                                              | 2011年3月26日  |
| ×    | ジョージ・ループ                   | 2R 1:30 KO（左ハイキック）          | WEC 51: Aldo vs. Gamburyan                                                                       | 2010年9月30日  |
| ×    | レオナルド・ガルシア               | 5分3R終了 判定1-2                   | WEC 48: Aldo vs. Faber                                                                           | 2010年4月24日  |
| ○    | マット・ジャガース                 | 2R 1:25 三角絞め                    | 戦極 〜第九陣〜 【フェザー級グランプリ2009リザーブマッチ】                                       | 2009年8月2日   |
| ×    | 金原正徳                           | 5分3R終了 判定0-3                   | 戦極 〜第八陣〜 【フェザー級グランプリ2009 2回戦】                                               | 2009年5月2日   |
| ○    | 石渡伸太郎                         | 1R 4:29 チョークスリーパー          | 戦極 〜第七陣〜 【フェザー級グランプリ2009 1回戦】                                               | 2009年3月20日  |
| ○    | 孫煌進                             | 1R 0:17 TKO（右フック→パウンド）    | DEEP 39 IMPACT                                                                                   | 2008年12月10日 |
| ○    | 小見川道大                         | 5分2R終了 判定3-0                   | 日韓親善国際格闘技大会 GLADIATOR                                                                 | 2008年8月16日  |
| ○    | チョ・ジョンフン                   | 5分3R終了 判定3-0                   | Korea FC: Tournament Series 【65kg級トーナメント 決勝】                                          | 2008年5月31日  |
| ○    | チェ・デハン                       | 1R 3:58 三角絞め                    | Korea FC: Tournament Series 【65kg級トーナメント 準決勝】                                        | 2008年5月31日  |
| ○    | チェ・ジョンボム                   | 1R 2:15 腕ひしぎ十字固め            | Korea FC: Tournament Series 【65kg級トーナメント 1回戦】                                         | 2008年5月31日  |
| ○    | イ・ヒョンソン                     | 1R 3:27 TKO（パウンド）             | パンクラス・コリア 2007 ネオブラッド・トーナメント 【ネオブラッド・トーナメント・ライト級決勝】  | 2007年12月16日 |
| ○    | ユ・インソク                       | 1R 2:34 チョークスリーパー          | パンクラス・コリア 2007 ネオブラッド・トーナメント 【ネオブラッド・トーナメント・ライト級1回戦】 | 2007年12月16日 |
| ○    | イ・ヒョンゴル                     | 2R 3:07 腕ひしぎ十字固め            | Super Sambo Festival                                                                             | 2007年6月24日  |

### キックボクシング
- 21戦15勝6敗

## 獲得タイトル
- パンクラス・コリア 第1回ネオブラッド・トーナメント ライト級 優勝（2007年）
- Korea FC 65kg級トーナメント 優勝（2008年）

## 表彰
- UFC ファイト・オブ・ザ・ナイト（3回）
- UFC パフォーマンス・オブ・ザ・ナイト（3回）
- UFC ノックアウト・オブ・ザ・ナイト（1回）
- UFC サブミッション・オブ・ザ・ナイト（2回）
- WEC ファイト・オブ・ザ・ナイト（1回）
- World MMA Awards サブミッション・オブ・ザ・イヤー（2011年/レオナルド・ガルシア戦）
- MMA Fighting ファイト・オブ・ザ・イヤー（2012年/ダスティン・ポイエー戦）
- ESPN ファイト・オブ・ザ・イヤー（2012年/ダスティン・ポイエー戦）
- Bleacher Report ファイト・オブ・ザ・イヤー（2012年/ダスティン・ポイエー戦）
- SHERDOG ファイト・オブ・ザ・イヤー（2012年/ダスティン・ポイエー戦）